# Tim Siekman
Tim Siekman (Emmen, 25 maggio 1990) è un ex calciatore olandese, di ruolo difensore.

## Caratteristiche tecniche
È un difensore centrale.

## Carriera
Cresciuto nel settore giovanile dell'Emmen, ha esordito in prima squadra il 17 ottobre 2008 in occasione dell'incontro di Eerste Divisie pareggiato 2-2 contro l'Eindhoven.
Segna la sua prima rete il 18 settembre 2009 nell'incontro perso 4-1 contro il Telstar.